# Paul Monaghan
Paul Monaghan (17 de outubro de 1967), é um engenheiro britânico. Ele é atualmente o engenheiro-chefe da equipe de Fórmula 1 da Red Bull Racing.

## Carreira
Monaghan obteve seu mestrado em engenharia mecânica e, em seguida, começou sua carreira no automobilismo trabalhando na McLaren em 1990, começando no departamento de pesquisa e desenvolvimento antes de passar para a divisão de projetos especiais. Ele finalmente avançou para a posição de engenheiro de dados, trabalhando ao lado de David Coulthard.
Em 2000, em busca de um novo desafio, Monaghan juntou-se à equipe da Benetton, que estava em processo de transição para a equipe Renault.  Inicialmente Monaghan trabalhou como engenheiro de desempenho, mas logo depois de chegar na equipe, ele assumiu o papel de engenheiro de corrida de Jenson Button. Depois que Button deixou a equipe, Monaghan começou a trabalhar com o empolgante novo piloto da Renault, Fernando Alonso, projetando o jovem espanhol para sua primeira vitória em 2003.
Depois de uma breve passagem pela Jordan Grand Prix, Monaghan ingressou na Red Bull Racing no final de 2005. Monaghan foi inicialmente nomeado chefe de engenharia de corridas, mas com o tempo ele se mudou para o cargo de engenheiro-chefe. Esta função o torna responsável por extrair o máximo desempenho das máquinas da equipe durante um fim de semana de corrida e transformar conceitos de corrida em ganhos de desempenho.